# Бийма, Иван Спиридонович
Иван Спиридонович Бийма (1912—1992) — советский и украинский военнослужащий, гвардии полковник Советской Армии, участник советско-финской и Великой Отечественной войн, Герой Советского Союза (1945).

## Биография
Иван Бийма родился 12 августа 1912 года в селе Коржи (ныне — Барышевский район Киевской области Украины). В 1927 году он окончил семь классов школы, затем окончил техникум горной промышленности в Киеве и два курса Киевского индустриального института, работал на торфяных разработках. В 1934—1936 годах проходил службу в Рабоче-крестьянской Красной Армии. В 1938 году был вторично призван, в 1939 году окончил Саратовское бронетанковое училище, в том же году вступил в ВКП(б). Принимал участие в советско-финской войне.
С июня 1941 года — на фронтах Великой Отечественной войны. Участвовал в боях на Ленинградском и 1-м Белорусском фронтах, неоднократно был ранен в боях. К началу Берлинской операции гвардии майор Иван Бийма командовал батальоном 66-й гвардейской танковой бригады 12-го гвардейского танкового корпуса 2-й гвардейской танковой армии 1-го Белорусского фронта.
20 апреля 1945 года Бийма получил приказ привести батальон в боевую готовность к ведению наступления на Берлин. Использовав удачный момент, Бийма направил своё подразделение в тыл немецкой колонне и разгромил её. 21 апреля 1945 года, отбив несколько контратак, танкисты приступили к обстрелу Берлина. Захватив плацдарм на южном берегу реки Шпрее, танкисты продвигались к центру города, участвуя в ожесточённых уличных боях, обеспечивая блокировку зданий. Танк Биймы был подбит фаустпатроном, ранения получили механик-водитель, командир орудия и радист. Бийма и заряжающий сумели погасить огонь в танке и вывести его в безопасное место. Несмотря на полученное ранение, Бийма перешёл на другой танк и продолжил руководство действиями батальона. Батальон прорвался к Бранденбургским воротам и рейхстагу, открыв огонь по последнему из пушек и пулемётов.

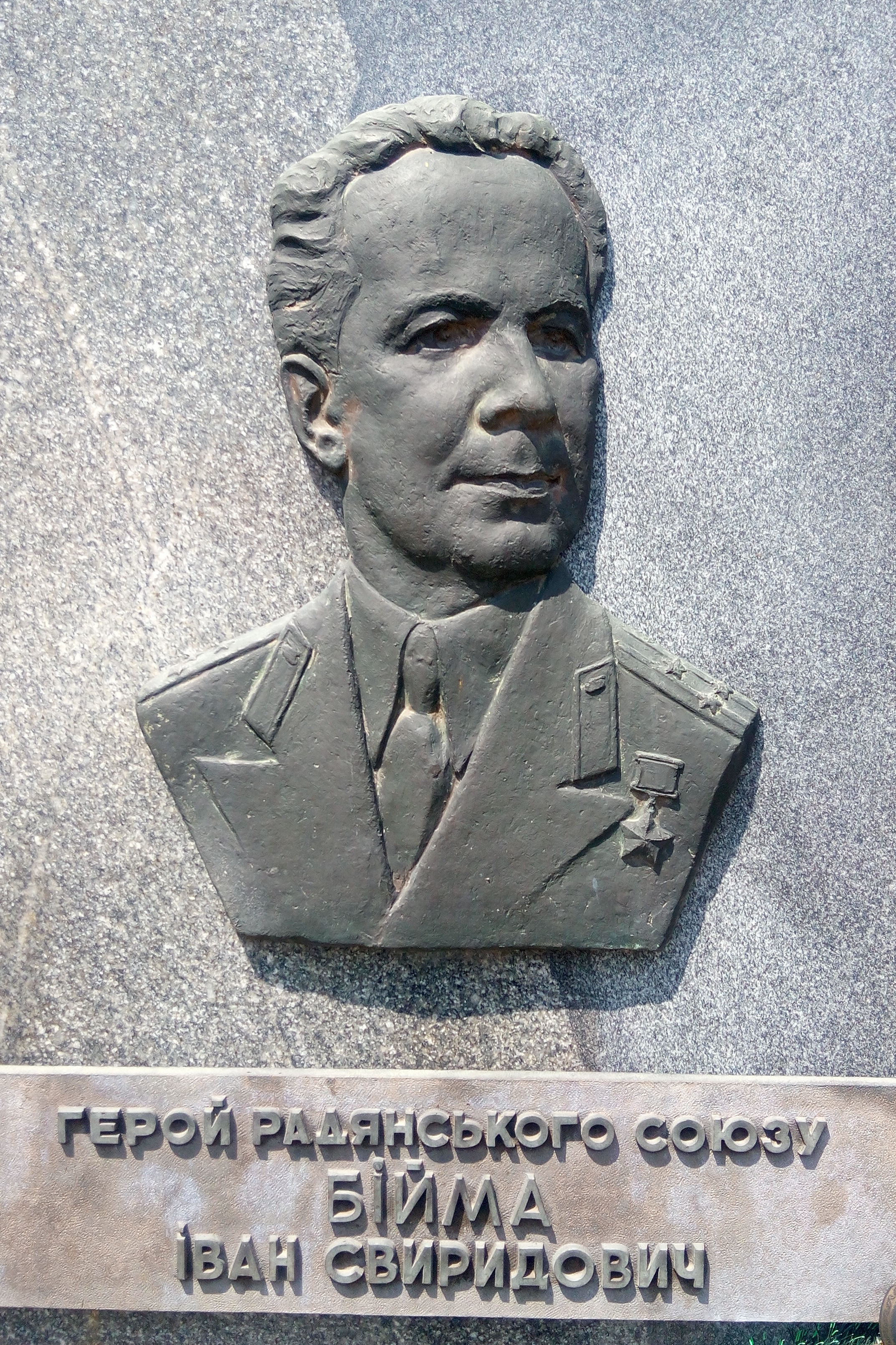
Барельеф Ивану Бийме на Аллее Героев в Барышевке

Всего же в ходе Берлинской операции батальон под командованием Биймы уничтожил 9 танков, 11 БТР, 27 орудий, 7 складов. Батальон захватил 173 автомашины, 5 орудий, 8 складов, 5 эшелонов, 152 солдата и офицера.
Указом Президиума Верховного Совета СССР от 31 мая 1945 года за «мужество и героизм, проявленные в боях за Берлин» гвардии майор Иван Бийма был удостоен высокого звания Героя Советского Союза с вручением ордена Ленина и медали «Золотая Звезда» за номером 7379.
После окончания войны Бийма продолжил службу в Советской Армии. В 1946 году он окончил академические курсы усовершенствования офицерского состава при Военной академии бронетанковых и механизированных войск, в 1955 году — центральные бронетанковые курсы усовершенствования офицерского состава. В 1959 году в звании полковника был уволен в запас. Проживал и работал в Киеве, умер 20 мая 1992 года, похоронен на киевском Лесном кладбище.
Был также награждён двумя орденами Красного Знамени, орденом Суворова 3-й степени, орденом Отечественной войны 1-й степени, орденом Красной Звезды, а также рядом медалей.

## Семья
Сын — кинорежиссёр Олег Бийма.